# Joe Spiteri
Joseph "Joe" Spiteri (6 de maio de 1973) é um ex-futebolista profissional australiano, atuava como atacante.

## Carreira
Joe Spiteri é de origem maltesa, representou a Seleção Australiana de Futebol, nas Olimpíadas de 1996.